# Louslitges
Louslitges ist eine französische Gemeinde mit 61 Einwohnern (Stand 1. Januar 2022) im Département Gers in der Region Okzitanien. Sie gehört zum Arrondissement Mirande und zum Kanton Pardiac-Rivière-Basse. 
Sie ist umgeben von den Nachbargemeinden Couloumé-Mondebat im Nordwesten, Peyrusse-Vieille im Norden, Gazax-et-Baccarisse im Osten, Armous-et-Cau im Südosten, Courties im Süden und Beaumarchés im Westen.

## Bevölkerungsentwicklung
| Jahr                       | 1962 | 1968 | 1975 | 1982 | 1990 | 1999 | 2008 | 2016 |
| -------------------------- | ---- | ---- | ---- | ---- | ---- | ---- | ---- | ---- |
| Einwohner                  | 145  | 129  | 97   | 83   | 87   | 84   | 80   | 72   |
| Quellen: Cassini und INSEE |      |      |      |      |      |      |      |      |

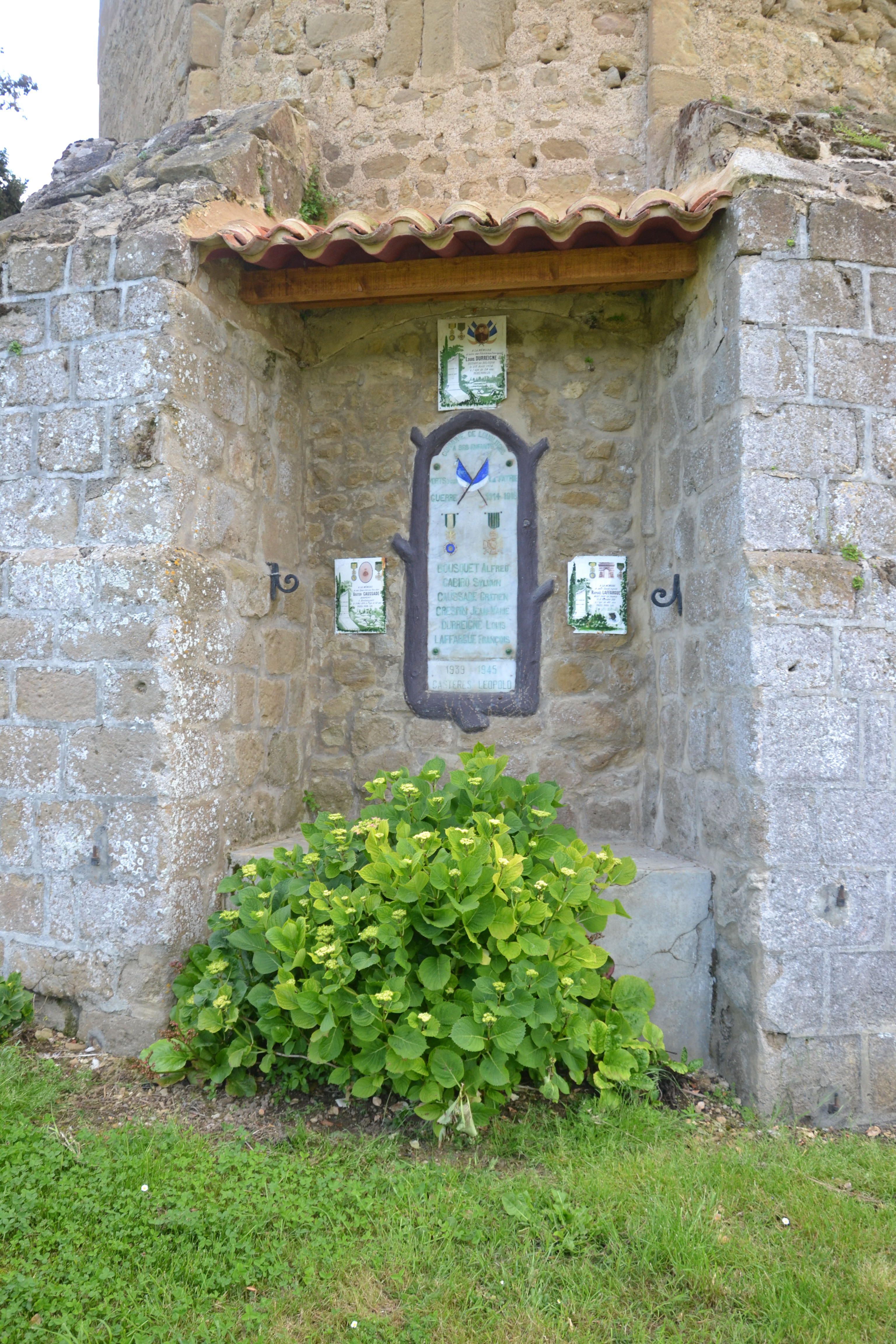
Kriegerdenkmal
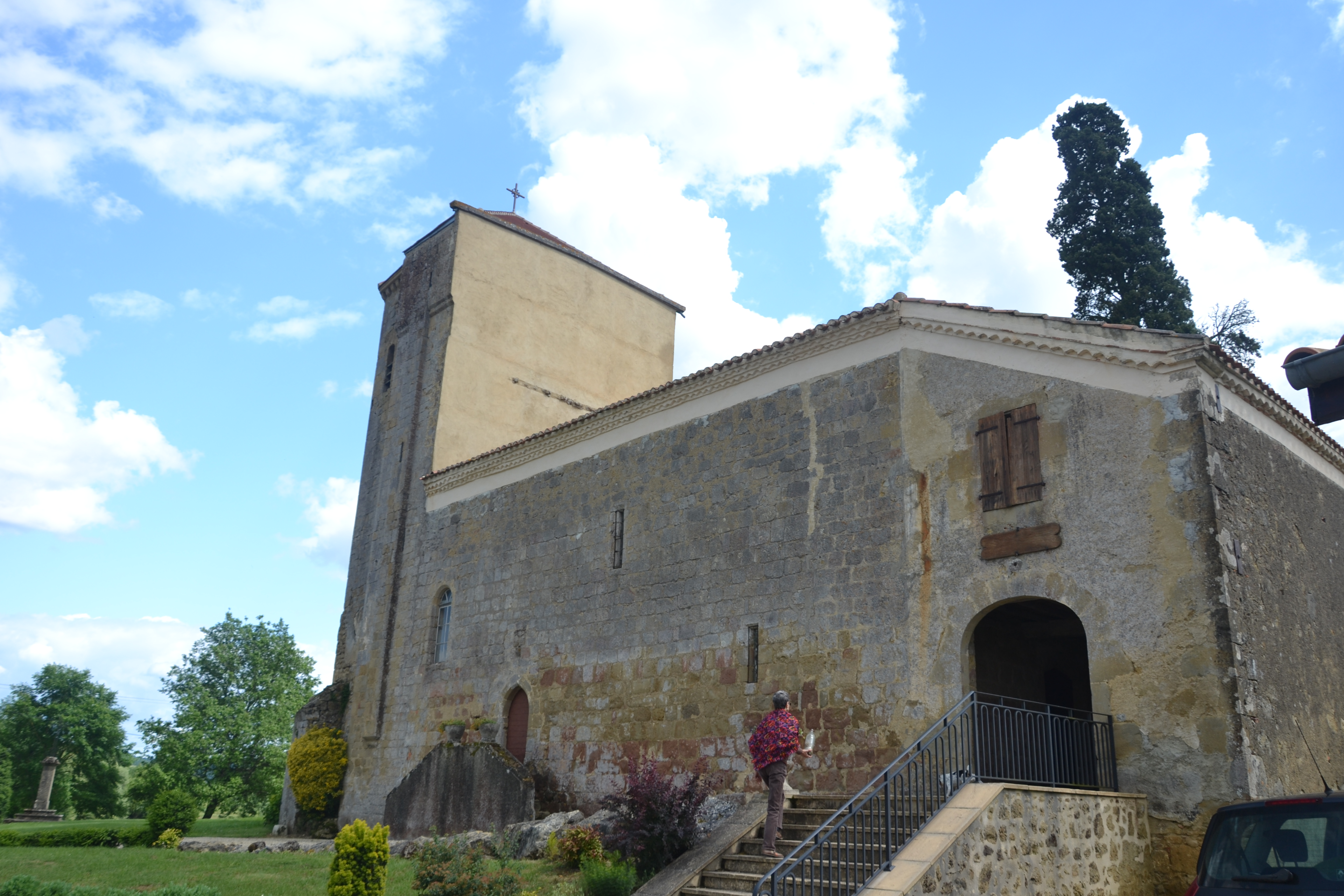
Kirche
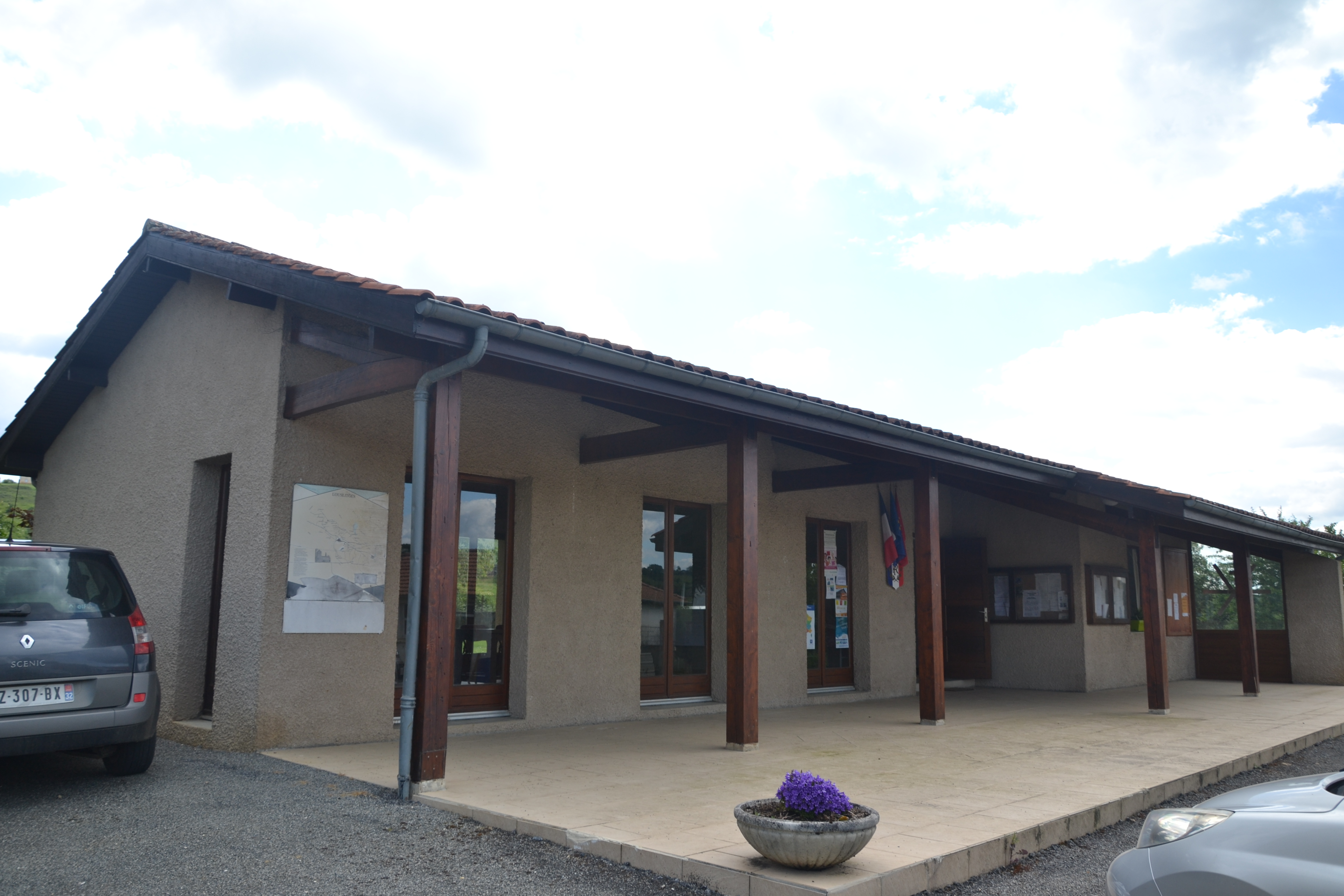
Die Mairie von Louslitges